# Parafia św. Jakuba Apostoła w Szczaworyżu
Parafia św. Jakuba Apostoła w Szczaworyżu – parafia rzymskokatolicka, znajdująca się w diecezji kieleckiej, w dekanacie buskim.